# Achariaceae
Famille
Classification APG III (2009)
Genres de rang inférieur
- Acharia
- Ceratiosicyos
- Guthriea

La famille des Achariaceae regroupe des plantes dicotylédones ; elle comprend 165 espèces réparties entre 31 genres.
Ce sont des plantes herbacées ou des arbustes, endémiques d'Afrique du Sud.

## Étymologie
Le nom vient du genre type Acharia, dont l'étymologie est controversée. Pour certains, il s'agirait du nom latinisé du grec αχάρης / acharis,  « manque de grâce, maladresse, désagréable ». Pour d'autres, le nom aurait été donné en hommage au botaniste suédois Erik Acharius (1757-1819), pionnier de la taxinomie des lichens et considéré comme le père de la lichenologie.

## Classification
La classification phylogénétique place cette famille dans l'ordre des Malpighiales et lui attribue une partie de la famille des Flacourtiaceae.

## Liste des genres
Selon Angiosperm Phylogeny Website (14 mai 2010) :
- Acharia
- Ahernia
- Baileyoxylon
- Buchnerodendron
- Caloncoba
- Camptostylus
- Carpotroche
- Ceratiosicyos
- Chiangiodendron
- Chlorocarpa
- Dasylepis
- Eleutherandra
- Erythrospermum
- Grandidiera
- Guthriea
- Gynocardia
- Hydnocarpus
- Kiggelaria
- Kuhlmanniodendron
- Lindackeria
- Mayna
- Pangium
- Peterodendron
- Poggea
- Prockiopsis
- Rawsonia
- Ryparosa
- Scaphocalyx
- Scottellia
- Trichadenia
- Xylotheca

Selon NCBI (14 mai 2010) :
- tribu Acharieae
  - Acharia
  - Ceratiosicyos
  - Chiangiodendron
  - Guthriea
- tribu Erythrospermeae
  - Ahernia
  - Dasylepis
  - Erythrospermum
- tribu Lindackerieae
  - Caloncoba
  - Camptostylus
  - Carpotroche
  - Grandidiera
  - Kuhlmanniodendron
  - Lindackeria
- tribu Pangieae
  - Gynocardia
  - Hydnocarpus
  - Kiggelaria
  - Pangium
  - Ryparosa
  - Trichadenia
- Xylotheca

Selon DELTA Angio (14 mai 2010) :
- Acharia
- Ceratiosicyos
- Guthriea

## Liste des espèces
Selon NCBI (14 mai 2010) :
- tribu Acharieae
  - genre Acharia
    - Acharia tragodes (en)

  - genre Ceratiosicyos
    - Ceratiosicyos laevis

  - genre Chiangiodendron
    - Chiangiodendron mexicanum

  - genre Guthriea
    - Guthriea capensis
- tribu Erythrospermeae
  - genre Ahernia
    - Ahernia glandulosa

  - genre Dasylepis
    - Dasylepis brevipedicellata

  - genre Erythrospermum
    - Erythrospermum phytolaccoides
- tribu Lindackerieae
  - genre Caloncoba
    - Caloncoba echinata
    - Caloncoba lophocarpa
    - Caloncoba welwitschii

  - genre Camptostylus
    - Camptostylus mannii

  - genre Carpotroche
    - Carpotroche longifolia
    - Carpotroche sp. Alford 98

  - genre Grandidiera
    - Grandidiera boivinii

  - genre Kuhlmanniodendron
    - Kuhlmanniodendron apterocarpum

  - genre Lindackeria
    - Lindackeria dentata
    - Lindackeria laurina
    - Lindackeria paludosa
    - Lindackeria sp. Pennington & Zamora 592
- tribu Pangieae
  - genre Gynocardia
    - Gynocardia odorata

  - genre Hydnocarpus
    - Hydnocarpus annamensis
    - Hydnocarpus anthelminthicus
    - Hydnocarpus heterophyllus
    - Hydnocarpus sp. Chase 1301

  - genre Kiggelaria
    - Kiggelaria africana
    - Kiggelaria sp. Alford 51

  - genre Pangium
    - Pangium edule

  - genre Ryparosa
    - Ryparosa javanica
    - Ryparosa kurrangii

  - genre Trichadenia
    - Trichadenia zeylanica
- genre Xylotheca
  - Xylotheca kraussiana